# Blues Breakers
Blues Breakers es el  segundo álbum  de la banda británica de blues rock John Mayall & The Bluesbreakers, con Eric Clapton como colaborador y guitarrista principal. Fue lanzado en julio de 1966 bajo el sello Decca y distribuido por su filial estadounidense Deram.
El álbum llegó al puesto 6 en las listas del Reino Unido durante 17 semanas.
En 2003, el álbum apareció en el número 195 de la lista de "los 500 álbumes más importantes de todos los tiempos" de la revista Rolling Stone.

## Contexto
El nombre del álbum genera confusiones pues en algunas páginas es nombrado como Blues Breakers with Eric Clapton pues en la tipografía del álbum aparece ambas palabras en letras azules, siendo separadas por el nombre de John Mayall en rojo, lo que hace pensar en que es su nombre completo. En otros es citado como Blues Breakers, como la Rolling Stone Magazine y Discogs.

## Lista de canciones
1. "All Your Love" (Willie Dixon/Otis Rush) – 3:36
2. "Hide Away" (Freddie King/Sonny Thompson) – 3:17
3. "Little Girl" (Mayall) – 2:37
4. "Another Man" (Tradicional, arreglos: Mayall) – 1:45
5. "Double Crossing Time" (Clapton/Mayall) – 3:04
6. "What'd I Say" – (Ray Charles) – 4:29

(Incluye el riff de Day Tripper por John Lennon y Paul McCartney interpretado por Eric Clapton).
1. "Key to Love" (Mayall) – 2:09
2. "Parchman Farm" (Mose Allison) – 2:24
3. "Have You Heard" (Mayall) – 5:56
4. "Ramblin' on My Mind" (Robert Johnson) – 3:10
5. "Steppin' Out" (L.C. Frazier) – 2:30
6. "It Ain't Right" (Little Walter Jacobs) – 2:42

## Miembros
- John Mayall - voz principal, órgano, piano y armónica.
- Eric Clapton - voz principal y guitarra principal.
- John McVie - bajo.
- Hughie Flint - batería

miembros adicionales
- Geoff Krivit - guitarra rítmica (disco de dos pistas 8-10, no incluido en el álbum original)
- Jack Bruce - bajo (disco de dos pistas 14-19, no incluido en el álbum original)
- Johnny Almond - saxofón barítono en "Double Crossing Time"; "Key to Love", "Have You Heard" y "Steppin' Out".
- Alan Skidmore - saxofón tenor en "Key to Love", "Have You Heard" y "Steppin' Out".
- Dennis Healey - trompeta en "Key to Love", "Have You Heard" y "Steppin' Out".

Producción
- Gus Dudgeon - ingeniero de sonido.
- Mike Vernon - productor.